# 卡雷魯
03°46′04″S 60°22′08″W / 3.76778°S 60.36889°W

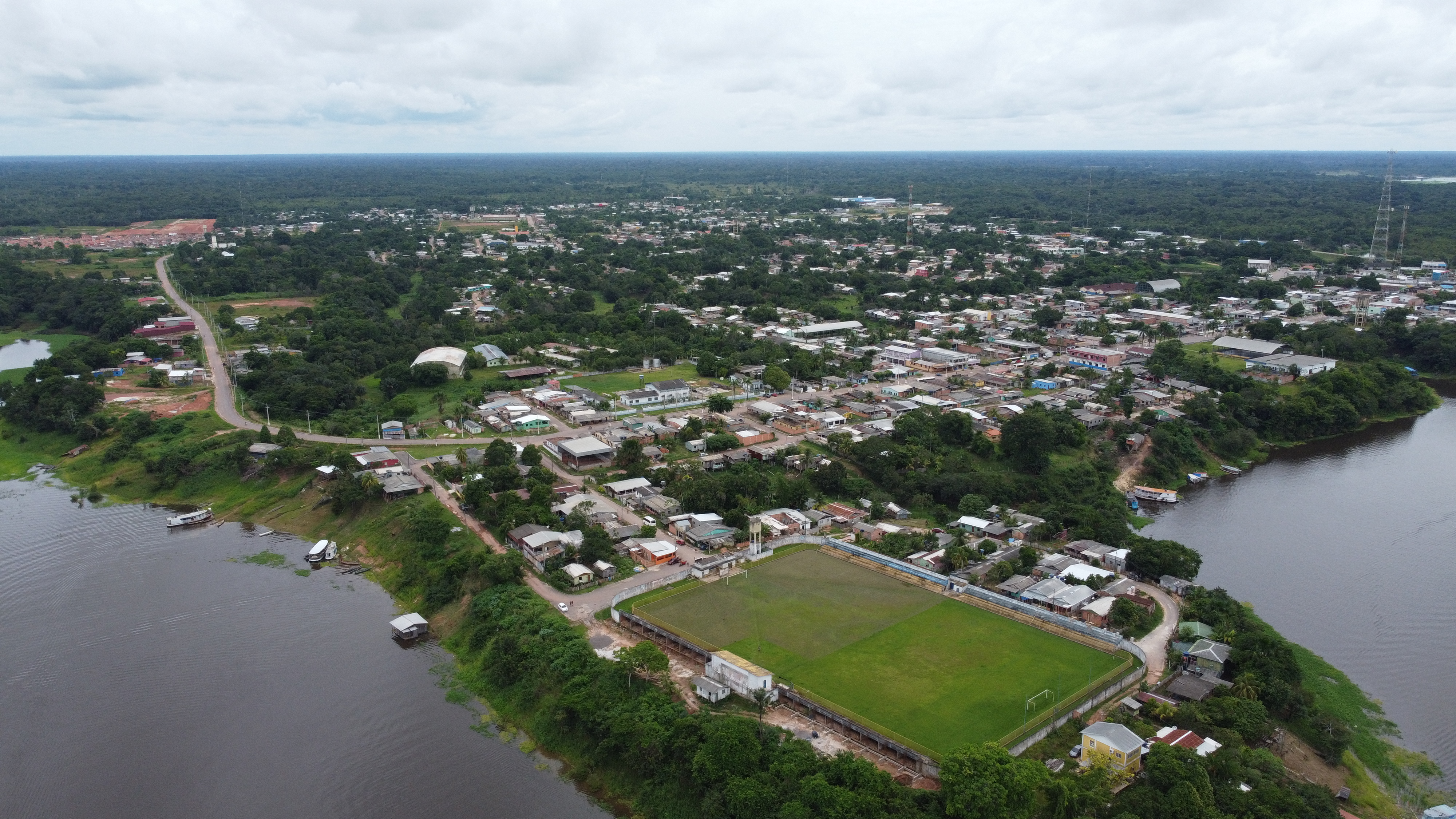
卡雷魯

卡雷魯（葡萄牙語：Careiro）是巴西的城鎮，位於該國北部，由亞馬遜州負責管轄，始建於1955年12月19日，面積6,092平方公里，2014年人口35,938，人口密度每平方公里5.9人。